# John Calhoun Phillips
John Calhoun Phillips (Vermont, 13 novembre 1870 – Flagstaff, 25 giugno 1943) è stato un politico statunitense.
È stato il governatore dell'Arizona dal gennaio 1929 al gennaio 1931. Nato in Illinois, era rappresentante del Partito Repubblicano.